# Peter Perchtold
Peter André Perchtold (Neurenberg, 2 september 1984) is een Duitse voetballer (middenvelder) die sinds 2011 voor de Australische Gold Coast United FC uitkomt. Voordien speelde hij onder andere voor VfB Stuttgart en 1. FC Nürnberg.